# Kanton Signy-le-Petit
Signy-le-Petit is een voormalig kanton van het Franse departement Ardennes. Het kanton maakte deel uit van het arrondissement Charleville-Mézières.
Het werd opgeheven bij decreet van 21 februari 2014 met uitwerking in maart 2015 waarop de gemeenten werden opgenomen in het kanton Rocroi.

## Gemeenten
Het kanton Signy-le-Petit omvatte de volgende gemeenten:
- Auge
- Auvillers-les-Forges
- Brognon
- Éteignières
- Fligny
- La Neuville-aux-Joûtes
- Neuville-lez-Beaulieu
- Signy-le-Petit (hoofdplaats)
- Tarzy